# Maria Muldaur
Maria Muldaur (Maria Grazia Rosa Domenica D'Amato) (ur. 12 września 1943 w Greenwich Village) – amerykańska bluesowo - folkowa wokalistka. Karierę rozpoczynała w 1960 roku. Zasłynęła przebojem z 1974 roku: Midnight at the Oasis.

## Dyskografia

### Albumy

#### Even Dozen Jug Band
- The Even Dozen Jug Band (1963)

#### Jim Kweskin & The Jug Band
- Jug Band Music (1964)
- See Reverse Side for Title (1965)
- The Best of Jim Kweskin & The Jug Band (1966)
- Garden of Joy (1967)

#### Geoff & Maria Muldaur
- Pottery Pie (1968)
- Sweet Potatoes (1971)

#### Solo
- Maria Muldaur (1973)
- Waitress In A Donut Shop (1974)
- Sweet Harmony (1976)
- Southern Winds (1978)
- Open Your Eyes (1979)
- Gospel Nights (1980)
- There Is A Love (1982)
- Sweet And Slow (1984)
- Transblucency (1986)
- Live In London (1987)
- On The Sunny Side (1990)
- Louisiana Love Call (1992)
- Jazzabelle (1994)
- Meet Me At Midnite (1994)
- Fanning The Flames (1996)
- Southland of the Heart (1998)
- Swingin' In The Rain (1998)
- Meet Me Where We Play The Blues (1999)
- Richland Woman Blues (2001)
- Animal Crackers In My Soup (2002)
- A Women Alone With The Blues (Remembering Peggy Lee) (2003)
- Sisters And Brothers (With Eric Bibb and Rory Block) (2004)
- Love Wants To Dance (2004)
- Heart of Mine: Maria Muldaur Sings Love Songs of Bob Dylan (2006)
- Songs For The Young At Heart (2006)
- Naughty, Bawdy, And Blue (2007)
- Yes We Can! (2008)
- Maria Muldaur & Her Garden of Joy (2009)

### Kompilacje
- 30 Years of Maria Muldaur: I'm A Woman (2004)
- Recovered Soul: Songs of Spirit & Empowerment(2009)